# Turok: Dinosaur Hunter
Turok: Dinosaur Hunter é um jogo de tiro em primeira pessoa desenvolvido para o Nintendo 64 e PC. Foi lançado em 1997, baseado na revista em quadrinhos de mesmo nome da empresa Acclaim.
Em Turok: Dinosaur Hunter, o jogador assume o papel de Tal Set (índio da raça Turok, guardiões da Terra Perdida). Tal Set deve impedir o vilão " The Campaigner ", um Barbaro , tirano, da Terra Perdida, altamente agressivo e inteligente, que , ao ser ferido no calor da luta, mostra-se um Ciborgue, que foi reconstruido com um proposito,  conquistar todo o universo, rasgando o tecido espaço tempo com a ajuda do Chronocepter, espalhado pelas diferentes terras que compõem o reino da Terra Perdida
As fases do jogo são vastas e detalhadas. Para completar um nível e passar de fase o jogador deve achar todas as chaves espalhadas pelo cenário. A aventura ocorre em selvas, vilas antigas, cavernas, vulcões, estações espaciais e naves alienigenas.
Turok gerou uma franquia de jogos de vídeo game que inclui seis continuações. Uma versão remasterizada foi anunciado em 26 de agosto de 2015 e foi lançado em lojas digitais a 17 de Dezembro de 2015.

## Inimigos
O robô The Campaigner tem muitos escudeiros trabalhando a seu favor:
- Caçadores: Inimigos humanos, encontrados nas fases iniciais, carregando facas e pistolas.
- Soldados: Dotados de armadura, carregam lanças e tridentes, podende ainda atirar de longa distância com rifles.
- Tenentes: Soldados bem armados e protegidos. São equipados com uma pesada armadura e rifles de grande potência.
- Guerreiros tribais: Nativos da Terra Perdida, se pintam como esqueletos para amedrontar seus inimigos. Armam-se de ossos, canos e lanças.
- Purlins: Macacos gigantes que dão pancadas no chão provocando grandes ondas de tremor. Nas fases finais eles carregam grandes canhões nos ombros.
- Raptor: Os dinossauros mais comuns, rápidos e fortes. Ao se avançar no jogo, eles se tornam mais equipados, com armas e armaduras.
- Dimetrodon: Pelicossauros grandes que possuem metralhadores sobre as costas.
- Triceratops: Carregam soldados nas costas, junto com lança-foguetes.
- Robôs: Máquinas fortemente armadas.
- Torres armadas: Armas montadas sobre plataformas.
- Ciborgues: Soldados de elite.
- Aliens: Extraterrestres equipados de mochilas voadoras.
- Demônios: Criaturas com grandes garras.
- Sacerdotes: Vestem máscaras e lançam feitiços.
- Insetos Gigantes: Besouros e libélulas gigantes.
- Saltadores: Facilmente encontrados em cavernas e túneis, localizáveis pelos gritos estridentes que emitem.

### Chefões
Há 4 chefes no jogo:
- The Longhunter (O caçador): O jogador deve enfrentá-lo no fim da terceira fase. Tem um rifle e joga bumerangues.
- Preying Mantis (Louva-a-deus depredador): Este chefe voa ao redor de você jogando ácido e derrubando paredes.
- Thunder (Trovão): Um Tyrannosaurus rex gigante, que cospe fogo, atira lasers, morde e pisa sobre o jogador.
- The Campaigner (o batalhador): Último chefe do jogo, pode se teletransportar pela área de batalha e carrega um chronocepter.

## Armas
- Faca: Arma padrão, boa para se economizar munição no início do jogo.
- Arco e flecha: Outra arma padrão. Flechas mais poderosas podem ser encontradas.
- Pistola: Arma de fogo comum.
- Espingarda e espingarda automática: Armas mais poderosas, Munição explosiva também pode ser usada, causando mais danos ao oponente.
- Rifle automático: Causa o mesmo dano da pistola, mas atira três balas de uma vez ao invés de uma.
- Metralhadora: Arma que usa a mesma munição da pistola mas pode carregar um pente de 500 balas.
- Rifle de pulso: Arma futurística.
- Lançador de granadas: Atira uma granada por vez.
- Lançador de foguetes: Atira três foguetes por vez.
- Acelerador de partículas: paralisa os inimigos, explodindo-os logo depois.
- Arma alienígena: Atira um dardo de energia que explode quando atinge seu alvo.
- Canhão de fusão: Arma nuclear de extrema potência que mata todos num campo de algumas dezenas de metros.
- Chronocepter: Arma mais poderosa do jogo. Para usá-la, o jogador deve coletar 8 peças diferentes durante o jogo.

## Características
Quando foi lançado para PC, Turok: Dinosaur Hunter foi um dos primeiros jogos a implementar uma visão mais realista, incluindo água mais parecida com a real e neblina, que dava pouca visibilidade ao jogador.